# Centre de Goiás
Le centre de Goiás est l'une des cinq mésorégions de l'État de Goiás. Elle regroupe 82 municipalités groupées en cinq microrégions.

## Données
La région compte 3 133 274 habitants pour 40 837 km2.

## Microrégions
La mésorégion du centre de Goiás est subdivisée en cinq microrégions :
- Anápolis
- Anicuns
- Ceres
- Goiânia
- Iporá